# Monarchia Lusytana
Monarchia Lusytana (Monarchia Lusitana, ou Monarquia Lusitana) é um conjunto de oito obras, iniciadas em 1597 pelo cronista Frei Bernardo de Brito, que escreveu as duas primeiras partes. Foi continuada depois por outros cronistas: António Brandão escreveu a terceira e quarta partes, e Francisco Brandão escreveu a quinta e a sexta, ambas sobre D. Dinis. Rafael de Jesus está associado a uma sétima parte sobre D. Afonso IV, e Frei Manuel dos Santos a uma oitava parte, do reinado de D. Fernando I a D. João I. Todos esses autores foram cronistas-mor do Reino, e assim a Monarchia Lusitana reflectiu a história oficial portuguesa, durante mais de um século — desde D. Filipe II de Espanha até ao reinado de João V.
É uma obra com teor religioso, invocando acontecimentos bíblicos como factos históricos. Apresenta uma linha de sucessão a partir de Noé, e considerando Tubal, seu neto, como o primeiro povoador da Espanha, apresenta então uma sequência de "Reis Lendários". Adequava-se ao contexto político português sob domínio filipino (a obra é dedicada a Filipe II), já que favorecia a união de Portugal e Espanha como monarquia natural conjunta, remontando a tempos ancestrais.
Bernardo de Brito cita as publicações de Annio de Viterbo, e Florián de Ocampo, que foram alvo de grande contestação no período Iluminista. Alexandre Herculano iniciando a História de Portugal com D. Afonso Henriques, põe um fim ao uso do material mais antigo que tornava a Monarchia Lusytana controversa. No entanto, para entendermos referências a reis lendários antigos, como Tubal, Ibero, Brigo, etc. citados frequentemente na literatura portuguesa antes do séc. XIX, ou para descrição de outros eventos da Antiguidade, a Monarchia Lusytana é em si objetiva e útil, já que remete para obras de autores anteriores, uma boa parte dos quais ainda hoje usados como referências históricas, como por exemplo, Josefo, Plínio, Estrabão, Heródoto, etc.

## Estrutura
A Monarchia Lusytana é mais conhecida pelo trabalho de Bernardo de Brito, dada a escassez de outras fontes históricas sobre períodos anteriores a D. Afonso Henriques. No entanto, a obra de Bernardo de Brito foi também continuada por outros cronistas-mor: António Brandão, Francisco Brandão, Rafael de Jesus e Manuel dos Santos, todos ligados ao Mosteiro de Alcobaça (excepto Rafael de Jesus).
- Primeira Parte (Bernardo de Brito, 1597) - "Parte primeira que contem as histórias de Portugal desde a criação do mundo até ao nascimento de Nosso Senhor Jesus Cristo"
- Segunda Parte (Bernardo de Brito, 1609) - "em que se continuam as Histórias de Portugal desde o nascimento de Nosso Senhor Jesus Cristo até ser dado em dote ao Conde Dom Henrique…"
- Terceira Parte (António Brandão, 1632) - "que contém a história de Portugal desde o Conde Dom Henrique, até todo o reinado del Rey Dom Afonso Henriques "
- Quarta Parte (António Brandão, 1632) - "que contém a história de Portugal desde o tempo del Rey Dom Sancho Primeiro, até todo o reinado del Rey D. Afonso III "
- Quinta Parte (Francisco Brandão, 1650) - "que contém a história dos primeiros 23 anos del Rey D. Dinis…"
- Sexta Parte (Francisco Brandão, 1672) - "que contém a historia dos últimos 23 anos del Rey D. Dinis…"
- Sétima Parte (Rafael de Jesus, 1683) - "contém a vida de el rei D. Afonso o Quarto por excelência o Bravo"
- Oitava Parte (Manuel dos Santos, 1729) - "que contém a história e sucessos memoráveis do reino de Portugal no tempo de el rei D. Fernando, a eleição de el rei D. João I, com muitas noticias da Europa"

## Primeira Parte
A primeira parte da Monarchia Lusytana está dividida em dois livros.
É no primeiro livro que se encontra o material mais controverso, considerado lendário ou fabuloso. Para além de invocar eventos bíblicos, fala de um tempo muito anterior à presença cartaginesa ou romana na Península Ibérica, onde teria existido uma Monarquia Lusitana ou Hispânica, extinta por razão de uma grande seca que assolou a Península. Convém notar que há muitos outros autores, desde João de Barros até Damião Castro, que invocaram parte da mitologia da Monarquia Lusitana, em grande parte baseados nos relatos dispersos de grandes escritores da Antiguidade, como Estrabão, que afirmara que na Hispânia existira escrita, e leis escritas, há mais de 6 mil anos (antes de Cristo).

### Capítulos do 1.º livro da Primeira Parte
A primeira parte apresenta 30 capítulos
- Cap. 1: Da criação do mundo e do que nele sucedeu até à morte do nosso primeiro pai Adão.
- Cap. 2: Do nascimento do patriarca Noé e do dilúvio geral, com as mais coisas que houve no mundo até à divisão das gentes.
- Cap. 3: De como as gentes se dividiram por várias partes do mundo e como Tubal, neto de Noé, veio povoar nosso Reino de Lusitânia, e fundou nele a povoação de Setúbal (se+tubal).
- Cap. 4: De Ibero, filho de Tubal, e do tempo que reinou em Lusitânia e nas mais partes de Espanha.
- Cap. 5: Do reino de Jubalda em Espanha e do que se fez neste tempo em Lusitânia.
- Cap. 6: Do rei Brigo, Senhor de Espanha, e do particular amor que teve aos Lusitanos.
- Cap. 7: De Tago, quinto rei de Espanha, e do que em seu tempo fizeram nossos Lusitanos.
- Cap. 8: Do rei Beto, sexto rei de Espanha, e do que sucedeu em seu tempo em Lusitânia.
- Cap. 9: De como o tirano Gerião apoderou-se do Reino de Espanha, e do que em Lusitânia sucedeu até à sua morte.
- Cap. 10: De como os filhos de Gerião reinaram em Espanha, e da vinda de Hércules Líbico contra eles, e como o mais que se passou até sua morte.
- Cap. 11: De Hispalo e Hispano, reis de Espanha, e do que sucedeu no tempo de seu reinado em Espanha.
- Cap. 12: Do tempo em que Hércules reinou em Espanha, e dos favores que sempre fez aos Lusitanos.
- Cap. 13: Do tempo em que na Espanha reinaram Hespero e Atlante Italo, das guerras que entre si tiveram, e da fundação de Roma, feita por gente Lusitana.
- Cap. 14: Do tempo em que reinaram em Lusitânia Sic Oro (Sicoro), filho de Atlante Italo, e seu neto Sic Ano (Sicrano), com algumas coisas particulares, que em seu tempo sucederam.
- Cap. 15: Do reino de Sic Celeo (Siceleu) e de Luso em Espanha, e de como esta parte Ocidental se começou a chamar Lusitânia, como muitas outras particularidades acerca desta matéria.
- Cap. 16: De como Sic Ulo (Siculo) começou a governar o reino de Lusitânia, e das coisas que lhe sucederam, durando seu Império, dentro e fora de Espanha.
- Cap. 17: Do que sucedeu em Lusitânia, reinando Testa nas outras partes de Espanha, com a relação de certa gente estrangeira, que passou nestas partes.
- Cap. 18: Do que sucedeu em Lusitânia, reinando em Andaluzia um rei chamado Romo, e da vinda de Baco à Espanha, com outras particularidades a este propósito.
- Cap. 19: De Licínio, capitão dos Lusitanos, e das batalhas que teve com Palatuo, rei da Andaluzia, até que Hércules Grego chegou a Espanha, com favor do qual Licínio ficou vencido, e Palatuo seguro em seu reino.
- Cap. 20: Do rei Eritreu, senhor de Espanha, do que em seu tempo fez a gente Lusitana com alguma opiniões acerca da Ilha Erytreia.
- Cap. 21: De Gorgoris, rei de Lusitânia, do que em seu tempo sucedeu neste reino, com algumas coisas particulares, que os autores referem deste tempo.
- Cap. 22: Da vinda de Ulisses a Portugal, e da fundação da famosa cidade de Lisboa, feita por este capitão, com algumas coisas a este propósito.
- Cap. 23: Como Abidis começou de reinar em Lusitânia, e nas mais partes de Espanha, e das coisas que sucederam em seu reinado.
- Cap. 24: De certa esterilidade que os autores contam, que aconteceu em Espanha neste tempo, e da verdadeira e menos duvidosa opinião que há nesta matéria.
- Cap. 25: De várias coisas, que sucederam em Lusitânia, depois desta esterilidadade acabada, principalmente da vinda de Homero a estas partes, e dos franceses Celtas, que povoaram muita parte do nosso reino.
- Cap. 26: Da vinda de muitas nações estrangeiras a Espanha, e das terras, que em Portugal se povoaram com a vinda delas e dos franceses Celtas.
- Cap. 27: Das guerras e descontos, que a gente de Andaluzia teve com os Fenícios, que viviam em Cadiz, e como os Lusitanos foram em socorro dos espanhóis.
- Cap. 28: Das guerras que houve em Lusitânia, entre os Celtas e túrdulos, e da vinda a Espanha de Nabucodonosor.
- Cap. 29: De como a gente portuguesa, que foi em socorro de Cadiz, tomou as armas contra os fenícios, por lhes negarem o soldo.
- Cap. 30: De como os túrdulos, que viviam na costa marítima de Portugal, se estenderam pelo sertão contra o nascente, e da origem dos povos transcudanos.

### Cronologia associada aos reis lendários e outros eventos
- 3962 a.C. - Criação
- 2306 a.C. - Diluvio
- 2161 a.C. - Tubal - 2009 a.C.
- 2009 a.C. - Ibero - 1970 a.C.
- 1970 a.C. - Jubalda - 1906 a.C.
- 1906 a.C. - Brigo - 1855 a.C.
- 1855 a.C. - Tago - 1825 a.C.
- 1825 a.C. - Beto - 1795 a.C.
- 1794 a.C. - Gerião - 1760 a.C. - Júpiter Osíris
- 1760 a.C. - 3 Lomínios - 1718 a.C. - Hércules Líbico
- 1718 a.C. - Hispalo - 1702 a.C.
- 1702 a.C. - Hispano - 1669 a.C.
- 1669 a.C. - Hércules Líbico - 1650 a.C.
- 1650 a.C. - Hespero -1640 a.C.
- 1640 a.C. - Atlante Italo - 1628 a.C.
- 1628 a.C. - Sic Oro - 1584 a.C.
- 1584 a.C. - Sic Ano - 1553 a.C.
- 1553 a.C. - Sic Celeo - 1509 a.C.
- 1509 a.C. - Luso - 1476 a.C.
- 1475 a.C. - Sic Ulo - 1415 a.C.
- (1415 a.C. - Testa - 1344 a.C. - Romo - 1311 a.C.)
- 1332 a.C. - Baco, Lísias - 1309 a.C.
- 1309 a.C. - Licínio vs. Palatuo - 1239 a.C. - Hércules Grego
- 1239 a.C. - Eritreu - 1179 a.C.
- 1156 a.C. - Gorgoris - 1079 a.C.
- 1079 a.C. - Abidis
- - - fuga pela seca e esterilidade na Hispania - -
- 999 a.C. - entrada dos Celtas franceses no Alentejo
- 932 a.C. - gregos de Rodes em Roda (Andaluzia)
- 923 a.C. - grande incêndio dos Pirenéus
- 752 a.C. - exploração dos Fenícios das minas de ouro e prata
- 604 a.C. - nova chegada de gregos
- 589 a.C. - vinda de Nabucodonosor a Espanha

## Críticas

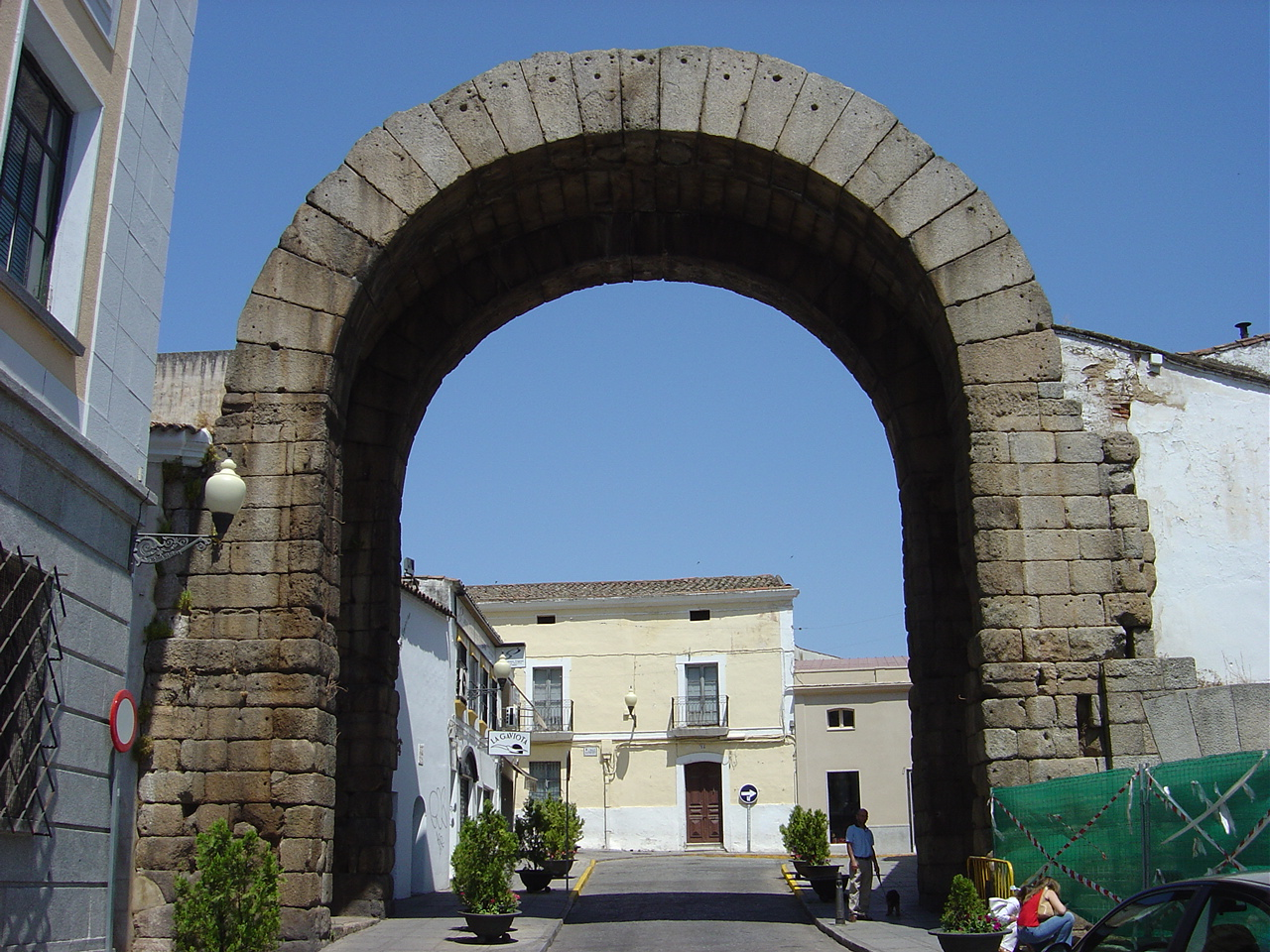
O Arco de Trajano em Mérida foi antes conhecido como "Arco de Hércules". A ele se refere Gaspar Barreiros, criticando a lenda de Hércules em muitos dos monumentos antigos.

Críticas a um certo misticismo associado a lendas de lugares ocorriam mesmo antes da Monarchia Lusytana ser iniciada, por exemplo, de André de Resende ou Gaspar Barreiros. Em particular, Gaspar de Barreiros dizia:
E  destas vaidades não há lugar nobre em Espanha, que não tenha suas relíquias, ou em torres, ou em pontes, ou em quaisquer outros edifícios, como ora nestes de Merida, que a gente ignorante usurpa como por mostra & argumento de sua nobreza e antiguidade. Digo tudo isto porque nos mais dos lugares nobres de Hespanha me aconteceu achar sempre sempre qualquer coisa desta qualidade que o povo afirma com muita contumancia ser de Hércules, tão grande fortuna foi deste homem, que com uns poucos trabalhos & os mais deles fabulosos, roubou a fama de tantos alheios.
A Monarchia Lusytana segue em certa forma a "Crónica General de Espanha" de Florian de Ocampo, autor que Bernardo de Brito cita frequentemente, bem como a Annio de Viterbo, que foi fortemente criticado como falsificador, após a sua morte. No entanto, Bernardo de Brito tem o cuidado de justificar as suas afirmações, remetendo também para vários autores da Antiguidade, nomeadamente Heródoto, Plínio, Estrabão, etc., e ainda para obras originais existentes no Mosteiro de Alcobaça, nomeadamente invocava Laimundo de Ortega, autor até então desconhecido. A discussão sobre a existência de algumas obras citadas ocorria ainda no início do Séc. XIX:
(...) concluia-se necessariamente que Fr. Bernardo de Britto não sonhara a existencia de Laimundo; como porém se lê em uma das inumeráveis obras do grande Fr. Francisco de Santo Agostinho Macedo, que as antiguidades de Laimundo existiam na Livraria de Alcobaça, e que ele próprio as vira; não é de presumir que o Codex parecesse o que não era, isto é antiquíssimo, a quem revolvera, e estudara tantos Livros de todas as matérias. (Frei Fortunato de S. Boaventura, "Sobre a genuidade dos escritos citados por Fr. Bernardo de Brito", 1821)
Poucos anos depois, no decurso das Guerras Liberais, uma maior parte do espólio do Mosteiro de Alcobaça foi saqueada e vendida. O mosteiro foi abandonado pelos monges em 1833, ainda antes da extinção das ordens em 1834. A razão deve-se à profunda ligação do mosteiro com o rei absoluto D. Miguel. Em 1834, parte do Mosteiro de Alcobaça foi vendido em hasta pública, tal como as terras dos coutos que ainda lhe pertenciam.
Entretanto, as histórias de Portugal e Espanha, sem este tipo de misticismos, estavam sendo importadas de autores estrangeiros. Alexandre Herculano concentra-se no período após D. Afonso Henriques, recusando a incerteza ou grandeza lendária, reduz-se a fontes mais modestas, e publica a sua História de Portugal em 1846-51. O mesmo ocorrerá em Espanha com Modesto Lafuente que iniciará a publicação da História Geral de Espanha, poucos anos mais tarde (entre 1850 e 1867). Desde essa altura, grandes obras históricas anteriores, como esta Monarchia Lusytana, caíram no esquecimento, nem merecendo o estatuto de lendárias, como acontece no caso inglês do Rei Artur e da Távola Redonda. As repetidas associações que Gaspar Barreiros encontrava em Portugal e Espanha, sobre Hércules, foram entretanto desaparecendo. Por outro lado, considera-se que o mito de Hércules foi construído de uma ficção, para recuperar o passado de Portugal.